# Músculo suspensorio del duodeno
El músculo suspensorio del duodeno, también conocido como ligamento de Treitz —por el anatomopatólogo checo Václav Treitz (1819-1872)—, es una banda fibromuscular que desde el orificio esofágico del diafragma y las últimas porciones del duodeno va al tejido conjuntivo que rodea el tronco celíaco.
Proviene del pilar derecho del diafragma.
Esta especie de músculo fibroso localiza la unión duodenoyeyunal del intestino delgado, también llamado ángulo de Treitz, es decir, la división entre la cuarta sección del duodeno y el yeyuno. Esta división se utiliza para marcar la diferencia entre el tracto digestivo superior y el tracto digestivo inferior, división que tiene su relevancia en la medicina clínica dado clasifica las hemorragias digestivas dependiendo si el origen del sangrado se localiza por encima o por debajo de esta división.
El músculo suspensorio del duodeno deriva del mesodermo  juega un papel esencial en la rotación embriológica del mesenterio y el intestino durante el desarrollo embrionario, ya que constituye un punto de fijación para que suceda dicha rotación. Se hipotetiza que su función en la edad adulta podría ser la de ejercer un efecto de torsión sobre el ángulo duodenoyeyunal y, en consecuencia, una cierta acción valvular. Su localización radiológica es útil en los estudios de malrotación intestinal y en el síndrome de la arteria mesentérica superior, una rara anormalidad causada por un acortamiento congénito del músculo suspensorio.